# Platanthera
Platanthera Rich., 1817 è un genere di piante angiosperme monocotiledoni appartenenti alla famiglia delle Orchidacee, dall'aspetto di piccole erbacee perenni con infiorescenza multiflora.

## Etimologia
Il nome del genere deriva dal greco e fa riferimento alla forma delle antere del fiore (“fiore ad antere larghe e piatte”).
Il nome è stato proposto dal botanico francese Louis Claude Marie Richard (1754 – 1821) nella pubblicazione dal titolo  ”De Orchideis Europaeis Annotationes” del 1817.

## Descrizione
I dati morfologici si riferiscono soprattutto alle specie europee e in particolare a quelle spontanee italiane.

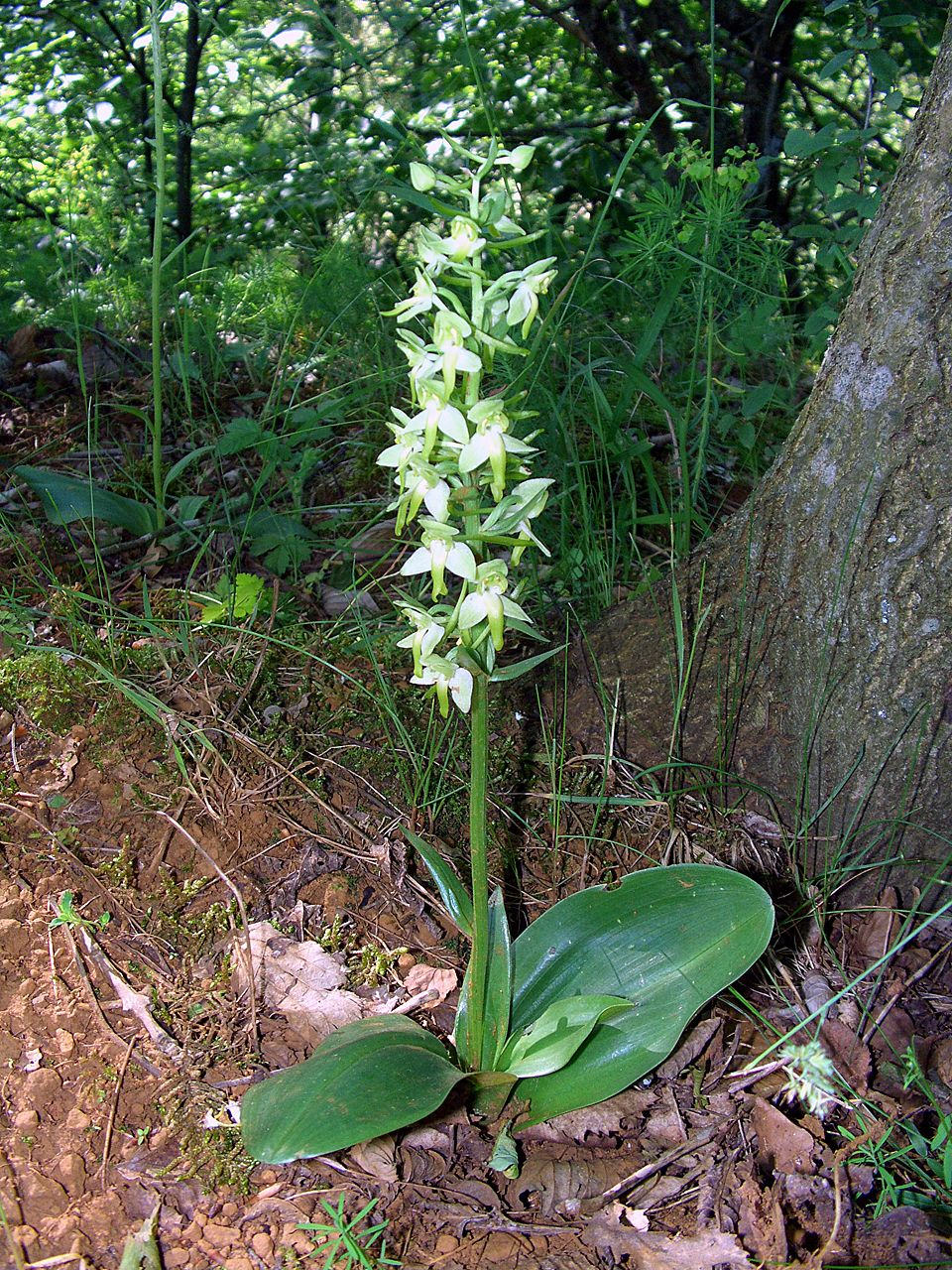
Il portamento (Platanthera chlorantha)

Le piante di questo genere raggiungono raramente il metro di altezza. La forma biologica prevalente è geofita bulbosa (G bulb), ossia sono piante perenni erbacee che portano le gemme in posizione sotterranea. Durante la stagione avversa non presentano organi aerei e le gemme si trovano in organi sotterranei chiamati bulbi, organi di riserva che annualmente producono nuovi fusti, foglie e fiori. Sono orchidee terrestre in quanto contrariamente ad altre specie più esotiche, non sono “epifite”, ossia non vivono a spese di altri vegetali di maggiori proporzioni.

### Radici
Le radici sono secondarie da bulbo. Sono carnose e sottili.

### Fusto
- Parte ipogea: la parte sotterranea consiste in uno o due bulbi, oppure dei stoloni striscianti.
- Parte epigea: la parte aerea del fusto è semplice ed eretta. Alla base sono presenti delle guaine tubolari di colore scuro (foglie basali atrofizzate).

### Foglie

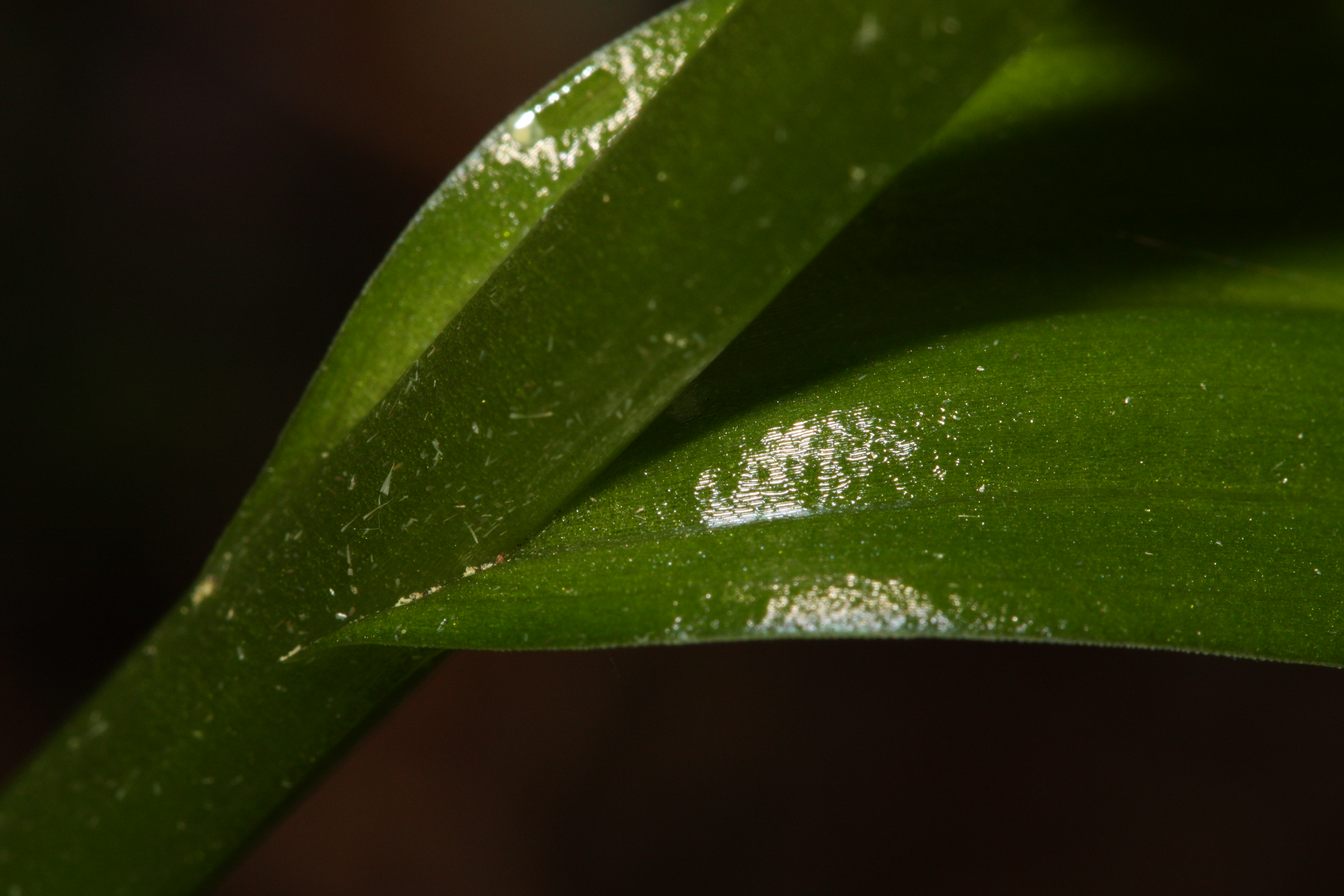
Le foglie (Platanthera stricta)

Le foglie sono tutte intere a nervature parallele; la forma delle foglie basali è diversa da quelle cauline (dimorfismo fogliare).
- Foglie basali: le foglie basali sono due opposte (raramente sono presenti 3 o 4 foglie basali); la forma è ellittica-spatolata o ovata o lanceolata, quasi sempre arrotondate all'apice.
- Foglie cauline: le foglie cauline sono strettamente lanceolate, acute e progressivamente ridotte verso l'infiorescenza. Lungo il fusto sono disposte in modo alternato.

### Infiorescenza

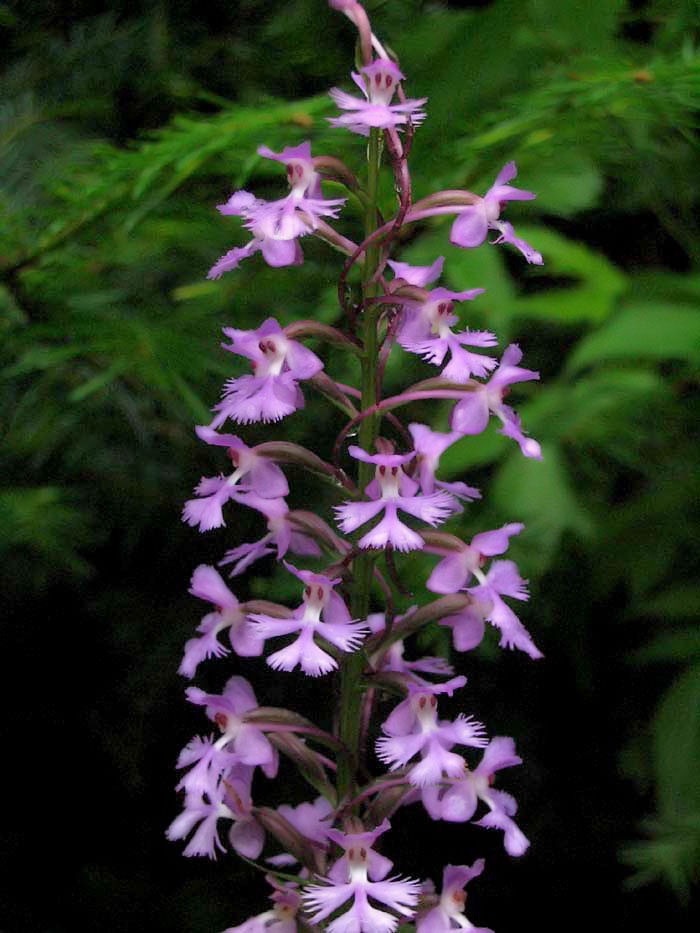
Infiorescenza (Platanthera grandiflora)

L'infiorescenza è una spiga semplice, glabra e allungata con diversi fiori relativamente spaziati.  I fiori sono posti alle ascelle di brattee strettamente lanceolate e sono pedicellati. I fiori inoltre sono resupinati, ruotati sottosopra tramite torsione del pedicello; in questo caso il labello è volto in basso.

### Fiore

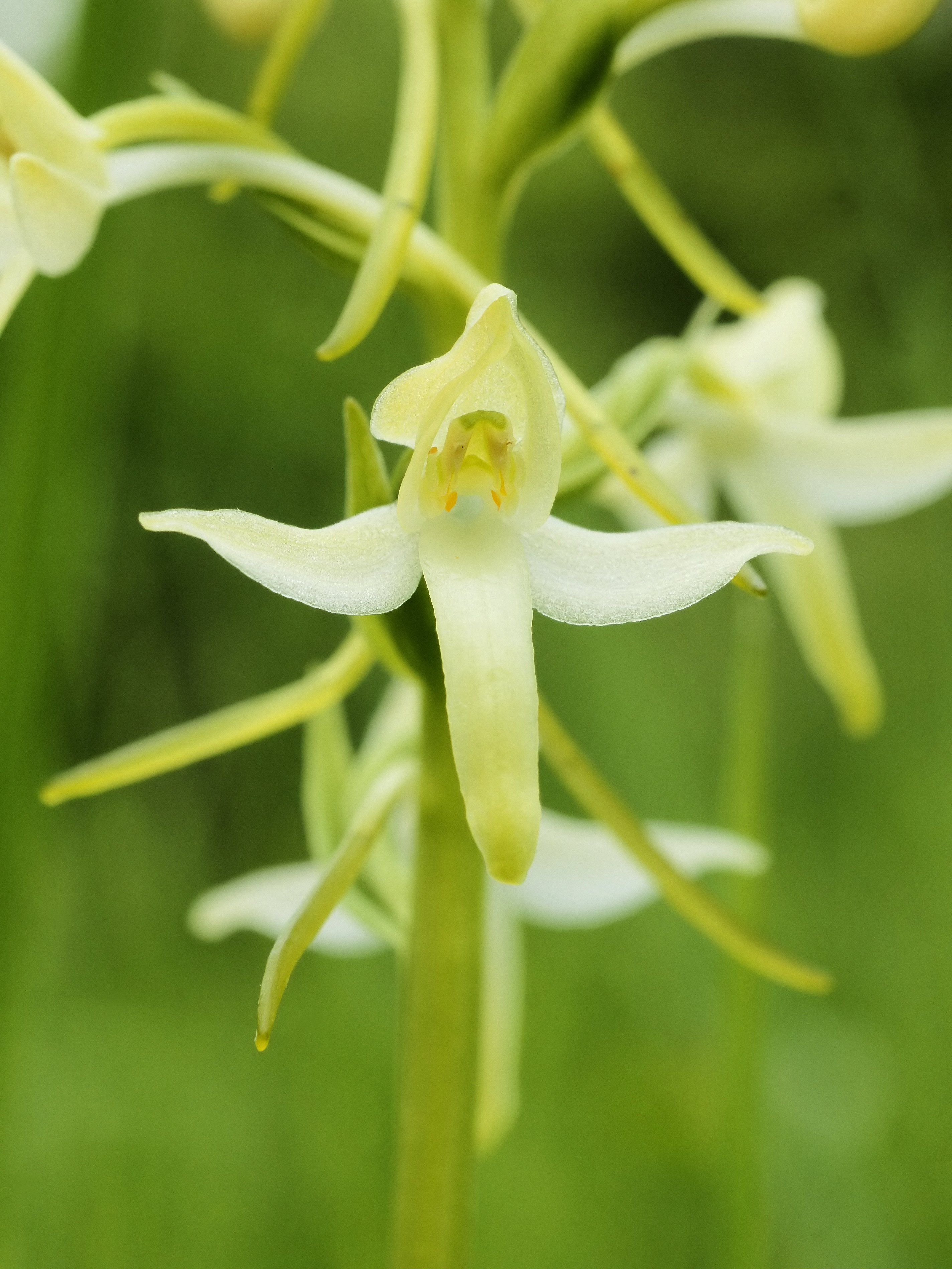
Il fiore (Platanthera bifolia)

I fiori sono ermafroditi ed irregolarmente zigomorfi, pentaciclici (perigonio a 2 verticilli di tepali, 2 verticilli di stami (di cui uno solo fertile – essendo l'altro atrofizzato), 1 verticillo dello stilo). Il colore dei fiori è vario (bianco, verde, giallo-verde, rosa, violetto o arancione) e spesso sono profumati (specialmente di notte).
- Formula fiorale: per queste piante viene indicata la seguente formula fiorale:

P 3+3, [A 1, G (3)]
- Perigonio: il perigonio è composto da 2 verticilli con 3 tepali (o segmenti) ciascuno (3 interni e 3 esterni). Dei tre tepali esterni quello dorsale forma un cappuccio (è connivente con i due laterali interni) a protezione degli organi riproduttivi del fiore, mentre quelli laterali sono disposti in modo patente e hanno una forma lanceolata; dei tre tepali interni quello mediano (chiamato labello) è molto diverso dagli altri, mentre i due laterali sono identici tra loro, sono eretti e più stretti di quelli esterni.
- Labello: il labello è  intero e pendente (a volte è riflesso all'indietro), mentre sul retro, alla base, è prolungato in un lungo sperone. La forma dello sperone è filiforme e all'apice può essere clavato. La lunghezza dello sperone è circa 1,5 - 2 volte quella dell'ovario. La forma del labello è varia: lineare, con piccoli lobi alla base, carnosa e spessa o con margini crenulati o dentati oppure fimbriati (specie del Nord America).
- Ginostemio: lo stame con le rispettive antere (in realtà si tratta di una sola antera fertile biloculare – a due logge) è concresciuto con lo stilo e forma una specie di organo colonnare chiamato "ginostemio"[4]. Quest'organo è posizionato all'interno-centro del fiore. Il polline ha una consistenza gelatinosa; e si trova nelle due logge dell'antera, queste sono fornite di una ghiandola vischiosa (chiamata retinacolo). I pollinii sono inseriti sul retinacolo tramite delle caudicole.  I retinacoli sono in questo genere privi di borsicule[2]. Le due logge dell'antera sono ravvicinate e parallele oppure divergenti alla base. L'ovario, sessile in posizione infera è  formato da tre carpelli fusi insieme.
- Fioritura: tarda primavera

### Frutti
Il frutto è una capsula globosa e pedicellata con diverse coste ed è deiscente per alcune di queste.  Al suo interno sono contenuti numerosi minutissimi semi piatti. Questi semi sono privi di endosperma e gli embrioni contenuti in essi sono poco differenziati in quanto formati da poche cellule. Queste piante vivono in stretta simbiosi con micorrize endotrofiche, questo significa che i semi possono svilupparsi solamente dopo essere infettati dalle spore di funghi micorrizici (infestazione di ife fungine). Questo meccanismo è necessario in quanto i semi da soli hanno poche sostanze di riserva per una germinazione in proprio..

## Biologia
La riproduzione di questa pianta può avvenire in due modi: 
- per via sessuata grazie all'impollinazione degli insetti pronubi, per lo più farfalle (anche notturne); il nettare si trova nella parte più interna dello sperone per cui l'insetto deve essere dotato di una spirotromba adatta (abbastanza lunga). L'insetto, durante questa operazione di assunzione del nettare, si spinge tra le masse polliniche staccando così alcuni frammenti di polline che essendo appiccicoso aderisce subito al suo corpo per essere trasportato via.
- per via vegetativa in quanto il bulbo possiede la funzione vegetativa per cui può emettere gemme avventizie (getti laterali) capaci di generare nuovi individui.

## Distribuzione e habitat
Oltre all'Italia (3 specie) e all'Europa (7 - 8 specie), le altre specie di questo genere sono presenti nel Nord Africa, Asia temperata, l'arcipelago Malese, la Nuova Guinea, Centro e Nord America (da 10 a 30 specie secondo i vari autori) e Cina (con la maggioranza di specie endemiche: una ventina).
Il genere non ha un habitat prevalente: i suoli possono essere acidi oppure basici, l'habitat può essere il bosco o la foresta ombrosa e fresca, oppure le zone paludose o anche più a nord la tundra. In tutti i casi i suoli devono essere mediamente umidi (queste piante evitano i luoghi asciutti o il deserto). Le radici carnose di queste orchidee possono immagazzinare quantità di acqua solo per brevi periodi di siccità.
Delle 3 specie spontanee della flora italiana solo 2 vivono sull'arco alpino. La tabella seguente mette in evidenza alcuni dati relativi all'habitat, al substrato e alla diffusione di questi fiori relativamente allo specifico areale alpino.
| Specie | Comunità vegetali | Piani vegetazionali         | Substrato | pH     | Livello trofico | H2O   | Ambiente          | Zona alpina         |
| --- | ----------------- | --------------------------- | --------- | ------ | --------------- | ----- | ----------------- | ------------------- |
| P. bifolia | 14                | subalpino montano collinare | Ca/Si     | neutro | basso           | medio | F2 F5 I2 I3       | tutto l'arco alpino |
| P. chlorantha | 14                | montano collinare           | Ca Ca/Si  | basico | basso           | umido | B6 E1 F3 G4 I1 I2 | tutto l'arco alpino |
| Legenda e note Per il “substrato” con “Ca/Si” si intendono rocce di carattere intermedio (calcari silicei e simili); vengono prese in considerazione solo le zone alpine del territorio italiano (sono indicate le sigle delle province). Comunità vegetali: 14 = comunità forestali Ambienti: B6 = tagli rasi forestali, schiarite, strade forestali C1 = ambienti sabbiosi, affioramenti rocciosi E1 = paludi e torbiere basse F2 = praterie rase, prati e pascoli dal piano collinare al subalpino F3 = prati e pascoli mesofili e igrofili F5 = praterie rase subalpine e alpine G4 = arbusteti e margini dei boschi I1 = boschi di conifere I2 = boschi di latifoglie I3 = querceti submediterranei |                   |                             |           |        |                 |       |                   |                     |

## Tassonomia
Il genere Platanthera comprende oltre 140 specie, diffuse soprattutto nell'emisfero settentrionale, tre delle quali sono spontanee del territorio italiano.
Questo è un genere di difficile classificazione anche a causa dei molti ibridi interspecifici. Inizialmente queste orchidee erano collocate nel genere Orchis in quanto avevano in comune la forma dello sperone. Un altro genere imparentato con Platanthera è il genere Habenaria (non presente in Italia).

### Specie spontanee della flora italiana
Per meglio comprendere ed individuare le varie specie del genere (solamente per le specie spontanee della flora italiana) l'elenco che segue utilizza in parte il sistema delle chiavi analitiche.
- Le logge dell'antera sono vicine e parallele; lo sperone è filiforme, attenuato all'apice;

- Platanthera bifolia (L.) Rich. - Platantera comune: l'altezza varia da 25 a 50 cm; il ciclo biologico è perenne; la forma biologica è geofita bulbosa (G bulb); il tipo corologico è Paleotemperato; l'habitat tipico sono i boschi, gli arbusteti e i prati; la diffusione sul territorio italiano è completa; l'altitudine massima per questa pianta è a 1600 m s.l.m..

- Le logge dell'antera sono divergenti alla base; lo sperone è clavato verso l'apice;

- Il labello è dritto e pendente verso il basso;

- Platanthera chlorantha (Custer) Richb. - Platantera verdastra: l'altezza varia da 30 a 50 cm; il ciclo biologico è perenne; la forma biologica è geofita bulbosa (G bulb); il tipo corologico è Eurosiberiano; l'habitat tipico sono i boschi, gli arbusteti e i prati umidi; la diffusione sul territorio italiano è completa ma è rara; l'altitudine massima per questa pianta è a 1200 m s.l.m..

- Il labello è riflesso all'indietro;

- Platanthera algeriensis Batt. & Trab. - Platantera algerina: l'altezza varia da 25 a 60 cm; il ciclo biologico è perenne; la forma biologica è geofita bulbosa (G bulb); il tipo corologico è Stenomediterraneo; l'habitat tipico sono i sottoboschi e i luoghi freschi e ombrosi; la diffusione sul territorio italiano è relativa sola alla Sardegna; l'altitudine alla quale si può trovare questa pianta varia da 700 a 1400 m s.l.m..

- Le logge dell'antera sono divergenti all'apice;

- Platanthera kuenkelei subsp. kuenkelei var. sardoa R.Lorenz, Akhalk., H.Baumann, Cortis, Cogoni & Scrugli, 2012 - Platantera georgiana variante sarda. Descritta nel 2012 sul Journal Europaischer Orchideen 44: 20.

- Le logge dell'antera sono divergenti alla base, ma poco distanti. Disposte in modo intermedio tra la P. bifolia e la P. chlorantha;

- Platanthera xhybrida Brugger, 1882 - Ibrido tra Platanthera bifolia e Platanthera chlorantha.

### Variabilità e ibridi
Le specie di questo genere possono dar luogo a fenomeni di ibridazione con altre specie dello stesso genere; ma anche con specie di altri generi. L'elenco che segue indica alcuni “generi ibridi” legati alla Platanthera (le denominazioni seguenti sono riconosciute come valide dalla World Checklist dei Kew Gardens):
- × Dactylanthera P.F.Hunt & Summerh. (1966) – con il genere Dactylorhiza
- × Orchiplatanthera E.G.Camus J. Bot. (Morot) (1892) – con il genere Orchis
- × Pseudanthera McKean (1982)  - con il genere Pseudorchis

### Generi simili
Un genere abbastanza vicino è Gymnadenia: si differenzia soprattutto per il labello trilobato e i fiori rosati. L'altro genere ancora più strettamente imparentato è Orchis: in questo genere i retinacoli sono protetti da borsicule rostellari (in Platanthera i retinacoli sono “nudi”).

## Conservazione
Come tutte le orchidee è una specie protetta e quindi ne è vietata la raccolta e il commercio ai sensi della Convenzione sul commercio internazionale delle specie minacciate di estinzione (CITES).